# Cajvana
Cajvana (tysk: Keschwana) er en by i distriktet Suceava  i det nordøstlige Rumænien. Den er beliggende i den historiske region Bukovina. Cajvana er den tolvtestørste bymæssig bebyggelse i amtet med et indbyggertal på 9.139 (2021). Den blev erklæret en by i 2004 sammen med syv andre lokaliteter i Suceavadidstriktet. En landsby, Codru, administreres af byen.
Cajvana ligger 36 km fra distriktshovedstaden Suceava. Byen er kendt for sit legendariske egetræ, som stammer fra den moldaviske hersker Stephen den Store (1457-1504). På trods af at være en by har Cajvana et landligt aspekt, og indbyggernes hovedbeskæftigelse er landbrug. Lokaliteten blev hårdt ramt af de Europæiske oversvømmelser i 2005 (en).